# Stephen Graham (színművész)
Stephen Joseph Graham OBE (Kirkby, 1973. augusztus 3. –) brit színész, filmproducer.
Pályafutását az 1990-es években kezdte, elsőként a Blöff (2000), a New York bandái (2000) és az Ez itt Anglia (2006) című filmekben tűnt fel. A Karib-tenger kalózai-filmsorozat Ismeretlen vizeken (2011) és  Salazar bosszúja című részeiben Scrum szerepében volt látható. A 2019-es Az ír című bűnügyi filmben Anthony Provenzano gengsztert formálta meg. 2021-ben a Forráspont című filmdrámával BAFTA-díjra jelölték.
Televíziós szereplései közé tartozik a Boardwalk Empire – Gengszterkorzó (2010–2014), amelyben Al Capone-ként tűnt fel, A becsület védelmében ötödik évadja (2019), a Letöltendő idő (2021) című brit antológiasorozat és a Birmingham bandája (2022).

## Filmográfia

### Film
| Év   | Magyar cím                                 | Eredeti cím                                      | Szerep                        | Magyar hang        |
| ---- | ------------------------------------------ | ------------------------------------------------ | ----------------------------- | ------------------ |
| 1990 |                                            | Dancin' Thru the Dark                            | focista fiú                   |                    |
| 1991 |                                            | Blonde Fist                                      | fiatal fiú                    |                    |
| 1997 |                                            | Downtime                                         | Jacko                         |                    |
| 1998 | Joint Venture (rövidfilm)                  | Ace                                              |                               |                    |
| 2000 | Blöff                                      | Snatch                                           | Tommy                         | Szőke András       |
| 2001 | Fújd szárazra, édes!                       | Blow Dry                                         | fényképész                    |                    |
| 2001 |                                            | The Last Minute                                  | DJ Banana                     |                    |
| 2002 |                                            | Revengers Tragedy                                | rendőrtiszt                   |                    |
| 2002 | New York bandái                            | Gangs of New York                                | Shang                         | Holl Nándor        |
| 2003 |                                            | American Cousins                                 | Henry                         |                    |
| 2004 | Belső útvesztő                             | The I Inside                                     | Travis                        | Pálmai Szabolcs    |
| 2005 | Ököljog                                    | Pit Fighter                                      | Harry                         |                    |
| 2005 | Góóól!                                     | Goal!                                            | Des                           |                    |
| 2006 |                                            | Scummy Man (rövidfilm)                           | George                        |                    |
| 2006 | Ez itt Anglia                              | This Is England                                  | Andrew "Combo" Gascoigne      |                    |
| 2007 | Az álomnő                                  | The Good Night                                   | Victor                        |                    |
| 2008 | Mocsok és bölcsesség                       | Filth and Wisdom                                 | Harry Beecham                 |                    |
| 2008 |                                            | The Crew                                         | Franner                       |                    |
| 2008 | Tintaszív                                  | Inkheart                                         | Fulvio                        |                    |
| 2009 |                                            | The Devil's Wedding (rövidfilm)                  | fogadós                       |                    |
| 2009 | Idegen pályán                              | Awaydays                                         | Godden                        | Nagypál Gábor      |
| 2009 | Az elátkozott Leeds United                 | The Damned United                                | Billy Bremner                 | Hujber Ferenc      |
| 2009 |                                            | Doghouse                                         | Vince                         |                    |
| 2009 | Közellenségek                              | Public Enemies                                   | Baby Face Nelson              | Kapácsy Miklós     |
| 2010 | London Boulevard                           | London Boulevard                                 | Danny                         |                    |
| 2010 | Boszorkányvadászat                         | Season of the Witch                              | Hagamar                       | Kapácsy Miklós     |
| 2011 | A Karib-tenger kalózai: Ismeretlen vizeken | Pirates of the Caribbean: On Stranger Tides      | Scrum                         | Forgács Péter      |
| 2011 | Texas gyilkos földjén                      | Texas Killing Fields                             | Rhino                         | Elek Ferenc        |
| 2011 | Suszter, szabó, baka, kém                  | Tinker Tailor Soldier Spy                        | Jerry Westerby                | Anger Zsolt        |
| 2012 |                                            | Best Laid Plans                                  | Danny                         |                    |
| 2012 | Vér                                        | Blood                                            | Chrissie Fairburn             | Rába Roland        |
| 2014 | Get Santa                                  | Get Santa                                        | borbély                       | Kapácsy Miklós     |
| 2014 | Hiéna                                      | Hyena                                            | David Knight                  |                    |
| 2015 | Ködfolt                                    | A Patch of Fog                                   | Robert Green                  | Pusztaszeri Kornél |
| 2015 |                                            | Orthodox                                         | Benjamin                      |                    |
| 2017 | A Karib-tenger kalózai: Salazar bosszúja   | Pirates of the Caribbean: Dead Men Tell No Tales | Scrum                         | Czvetkó Sándor     |
| 2017 | A sztárok nem Liverpoolban halnak meg      | Film Stars Don't Die in Liverpool                | Joe Turner Jr.                | Nagypál Gábor      |
| 2017 | Az utazás vége                             | Journey's End                                    | Trotter                       | Rába Roland        |
| 2017 | Vicces Maca                                | Funny Cow                                        | Mike                          |                    |
| 2017 |                                            | Being Keegan (rövidfilm)                         | Jay                           |                    |
| 2017 | HHhH – Himmler agyát Heydrichnek hívják    | The Man with the Iron Heart                      | Heinrich Himmler              | Berzsenyi Zoltán   |
| 2018 |                                            | Yardie                                           | Rico                          |                    |
| 2018 |                                            | Walk like a Panther                              | Mark Bolton                   |                    |
| 2019 | Hellboy                                    | Hellboy                                          | Gruagach (hangja)             | Borbiczki Ferenc   |
| 2019 | Rocketman                                  | Rocketman                                        | Dick James                    | Rába Roland        |
| 2019 | Az ír                                      | The Irishman                                     | Anthony "Tony Pro" Provenzano | Varga Gábor        |
| 2019 |                                            | Boiling Point (rövidfilm)                        | séf                           |                    |
| 2019 |                                            | Pop                                              | Pop                           |                    |
| 2020 | A Greyhound csatahajó                      | Greyhound                                        | Charlie Cole sorhajóhadnagy   |                    |
| 2021 | Venom 2. – Vérontó                         | Venom: Let There Be Carnage                      | Patrick Mulligan              | Széles Tamás       |
| 2021 | Forráspont                                 | Boiling Point                                    | Andy Jones                    |                    |
| 2022 | Matilda – A musical                        | Matilda the Musical                              | Mr. Wormwood                  | Rába Roland        |
| 2024 | Lány a hullámok hátán                      | Young Woman and the Sea                          | Bill Burgess                  |                    |
| 2024 |                                            | Buffalo Kids                                     | Niall bácsi (hangja)          |                    |
| 2024 |                                            | Modì, Three Days on the Wing of Madness          | Léopold Zborowski             |                    |
| 2024 |                                            | Blitz                                            | Albert                        |                    |
| 2024 | Venom – Az utolsó menet                    | Venom: The Last Dance                            | Patrick Mulligan              | Széles Tamás       |

### Televízió
| Év        | Magyar cím                        | Eredeti cím                       | Szerep                       | Megjegyzések                                                        |
| --------- | --------------------------------- | --------------------------------- | ---------------------------- | ------------------------------------------------------------------- |
| 1990      |                                   | Children's Ward                   | Mickey Bell                  | 2 epizód                                                            |
| 1993      |                                   | Heartbeat                         | Barry Ward                   | 1 epizód                                                            |
| 1996      |                                   | Devil's Food                      | WPKV News rendező            | tévéfilm                                                            |
| 1997      | A tavak                           | The Lakes                         | Graham                       | 1 epizód                                                            |
| 1998      |                                   | Brothers and Sisters              | Andrew                       | ismeretlen epizódok                                                 |
| 1998      |                                   | Where the Heart Is                | Nick Bowen                   | 1 epizód                                                            |
| 1998      |                                   | Liverpool 1                       | Thewlis                      | 2 epizód                                                            |
| 1998      |                                   | The Jump                          | Peter McNulty                | 2 epizód                                                            |
| 1998–1999 |                                   | The Bill                          | Jezzo / Jason Barrett        | 3 epizód                                                            |
| 1999      |                                   | Coronation Street                 | Lee Sankey                   | 5 epizód                                                            |
| 2000      |                                   | Forgive and Forget                | John                         | tévéfilm                                                            |
| 2001      | Az elit alakulat                  | Band of Brothers                  | Myron "Mike" Ranney őrmester | - minisorozat (2 epizód) - magyar hangja: - Seder Gábor             |
| 2002      | Hús és vér                        | Flesh and Blood                   | Eddie                        | tévéfilm                                                            |
| 2004      |                                   | Top Buzzer                        | Lee                          | 10 epizód                                                           |
| 2005      |                                   | M.I.T.: Murder Investigation Team | Jason Phelps                 | 1 epizód                                                            |
| 2005      | Jogfosztottak                     | Last Rights                       | Steve                        | minisorozat (3 epizód)                                              |
| 2005      | A nagy birodalom                  | Empire                            | Bazzer                       | minisorozat (2 epizód)                                              |
| 2006–2007 |                                   | The Innocence Project             | Andrew Lucas                 | 6 epizód                                                            |
| 2008      | Passió – Jézus szenvedése         | The Passion                       | Barabbás                     | minisorozat (3 epizód)                                              |
| 2008      | Ha hív a kötelesség               | Occupation                        | Danny Ferguson               | minisorozat (3 epizód)                                              |
| 2008      |                                   | The Street                        | Shay Ryan                    | 2 epizód                                                            |
| 2010      | Ez itt Anglia '86                 | This Is England '86               | Andrew "Combo" Gascoigne     | minisorozat (3 epizód)                                              |
| 2010–2014 | Boardwalk Empire – Gengszterkorzó | Boardwalk Empire                  | Al Capone                    | 36 epizód                                                           |
| 2011      |                                   | This Is England '88               | Andrew "Combo" Gascoigne     | minisorozat (2 epizód)                                              |
| 2011      |                                   | Walk like a Panther               | Mark Bolton                  | 1 epizód                                                            |
| 2012      |                                   | Accused                           | Tony                         | 1 epizód                                                            |
| 2012      | Az utolsó angol úriember          | Parade's End                      | Vincent Macmaster            | minisorozat (4 epizód)                                              |
| 2012      |                                   | Good Cop                          | Noel Finch                   | minisorozat (4 epizód)                                              |
| 2013      |                                   | Playhouse Presents                | Len                          | 1 epizód                                                            |
| 2015      |                                   | This Is England '90               | Andrew "Combo" Gascoigne     | minisorozat (3 epizód)                                              |
| 2016      |                                   | The Secret Agent                  | Heat főfelügyelő             | minisorozat (3 epizód)                                              |
| 2016      |                                   | The Watchman                      | Carl                         | tévéfilm                                                            |
| 2017      |                                   | Decline and Fall                  | Philbrick                    | minisorozat (3 epizód)                                              |
| 2017      | Tabu                              | Taboo                             | Atticus                      | - 8 epizód - magyar hangja: - Schneider Zoltán                      |
| 2017      |                                   | Little Boy Blue                   | Dave Kelly főfelügyelő       | minisorozat (4 epizód)                                              |
| 2018      |                                   | Action Team                       | Gavril                       | 1 epizód                                                            |
| 2018–2020 |                                   | Save Me                           | Fabio "Melon" Melonzola      | főszereplő (11 epizód)                                              |
| 2019      | A becsület védelmében             | Line of Duty                      | John Corbett                 | főszereplő (5. évad)                                                |
| 2019      |                                   | The Virtues                       | Joseph                       | minisorozat (4 epizód)                                              |
| 2019      | Karácsonyi ének                   | A Christmas Carol                 | Jacob Marley                 | - minisorozat (3 epizód) - magyar hangja: - Szabó Sipos Barnabás    |
| 2020      |                                   | White House Farm                  | Taff Jones főfelügyelő       | minisorozat (6 epizód)                                              |
| 2020–2022 |                                   | Code 404                          | Roy Carver nyomozó           | főszereplő                                                          |
| 2021      | Letöltendő idő                    | Time                              | Eric McNally                 | - 3 epizód - vezető producer - magyar hangja: - Holl Nándor         |
| 2021      | Északi vizeken                    | The North Water                   | Brownlee kapitány            | - minisorozat (3 epizód) - magyar hangja: - Schmied Zoltán          |
| 2021      | A segítség                        | Help                              | Tony                         | tévéfilm vezető filmproducer                                        |
| 2022      | Birmingham bandája                | Peaky Blinders                    | Hayden Stagg                 | 2 epizód (6. évad)                                                  |
| 2022      |                                   | The Walk-In                       | Matthew Collins              | minisorozat, főszereplő (5 epizód) vezető producer                  |
| 2023      |                                   | Boiling Point                     | Andy                         | 4 epizód vezető producer                                            |
| 2023      | Testek                            | Bodies                            | Elias Mannix                 | - minisorozat, főszereplő (8 epizód) - magyar hangja: - Rába Roland |
| 2024-2025 | Ezer bokszütés                    | A Thousand Blows                  | Henry "Sugar" Goodson        | - minisorozat, főszereplő (6 epizód)                                |
| 2025      | Kamaszok                          | Adolescences                      | Eddie Miller                 | - minisorozat, főszereplő (3 epizód)                                |

## Fordítás
- Ez a szócikk részben vagy egészben  a   Stephen Graham című angol Wikipédia-szócikk ezen változatának fordításán alapul.  Az eredeti cikk szerkesztőit annak laptörténete sorolja fel. Ez a jelzés csupán a megfogalmazás eredetét és a szerzői jogokat jelzi, nem szolgál a cikkben szereplő információk forrásmegjelöléseként.